# Xieyi
Xieyi från 2001 är ett musikalbum med basisten Anders Jormin som spelar tillsammans med en brasskvartett.

## Låtlista
Alla musik är skriven av Anders Jormin om inget annat anges.
1. Choral – 1:45
2. Giv mig ej glans (hymn 433) (Jean Sibelius) – 6:03
3. I denna ljuva sommartid (svensk psalm nr 200) (Nathan Söderblom) – 4:51
4. Gracias à la vida (Violeta Parra) – 2:57
5. Idas sommarvisa (Georg Riedel) – 6:04
6. Xieyi – 0:52
7. Decimas – 5:34
8. Och kanske är det natt (Stefan Forssén) – 4:10
9. Sul tasto – 1:14
10. Tenk – 8:43
11. Sonett till Cornelis (Stefan Forssén) – 5:28
12. Romance-Distance – 1:08
13. Scents – 3:02
14. Fragancia (Evert Taube) – 4:10
15. Q – 2:12
16. War Orphans (Ornette Coleman) – 7:51
17. Choral – 1:47

## Medverkande
- Anders Jormin – bas
- Krister Petersson – valthorn (spår 1, 6, 9, 12, 15, 17)
- Lars-Göran Carlsson – trombon (spår 1, 6, 9, 12, 15, 17)
- Niclas Rydh – bastrombon (spår 1, 6, 9, 12, 15, 17)
- Robin Rydqvist – trumpet, flygelhorn (spår 1, 6, 9, 12, 15, 17)